# 90-річчя Естонської Республіки
90-річчя Естонської Республіки (або більш широко використовується Естонія 90) є офіційною програмою уряду щодо відзначення Естонської Республіки «її 90 - річчя. На даний момент це найбільший та найдовший захід святкування Дня незалежності Естонії, який повністю фінансується урядом Естонії. Святкування розпочались 28 листопада 2007 року і завершились 28 листопада 2008 року відкриттям колони Перемоги Естонської війни за незалежність на Талліннській площі Свободи.

## Історична довідка
Естонія як єдине політичне утворення вперше виникла після російської Лютневої революції 1917 року. З розпадом Російської імперії в Першій світовій війні тимчасовий уряд Росії в квітні надав національну автономію об’єднаній Естонії. Губернаторство Естонії на півночі (що відповідає історичній Данській Естонії ) було об'єднано з північною частиною Лівонії. Були організовані вибори до тимчасового парламенту Маапаєва. 5 листопада 1917 р., За два дні до Жовтневої революції в Санкт-Петербурзі, естонський більшовицький лідер Яан Анвельт в результаті державного перевороту насильно узурпував владу у законно утвореного Маапаєва, примусивши Маапаєва підпілля.
Після краху мирних переговорів між Радянською Росією та Німецькою імперією в лютому 1918 р. Материкову частину Естонії окупували німці, а більшовицькі сили відступили до Росії. Між відступом Російської Червоної Армії та приходом німецьких військ, що наступали, Комітет порятунку Естонської національної ради Маапяев видав Естонську декларацію про незалежність.  у Пярну 24 лютого 1918 року. Після виведення німецьких військ у листопаді 1918 року тимчасовий уряд Естонії відновив свою посаду. Через кілька днів відбулося військове вторгнення Червоної армії, однак це ознаменувало початок війни за незалежність Естонії (1918–1920). Естонська армія очистила Червону Армію від Естонії до лютого 1919 року.
5–7 квітня 1919 р. Було обрано Установчі збори Естонії. 2 лютого 1920 р. Естонською Республікою та Російською СРСР було підписано Тартуський договір. Умови договору стверджували, що Росія назавжди відмовилася від усіх прав на територію Естонії. Перша Конституція Естонії була прийнята 15 червня 1920 року. Естонська Республіка отримала міжнародне визнання і стала членом Ліги Націй у 1921 році.

## Розклад руху
Графік, наведений на сайті святкування eesti90.ee:
- Грудень 2007 - Місяць естонського народу
"Грудень - перший місяць ювілейного року Естонської Республіки - присвячений естонському народові, оскільки люди - це перша установа, про яку йдеться у нашій Конституції ". [1]
- Січень 2008 - місяць Війни за незалежність
"У січні в Естонії було проведено кілька важливих битв за здобуття незалежності. У січні зброю було закладено і в естонській війні за незалежність. Таким чином, січень присвячений війні за незалежність ". [2]
- Лютий 2008 - місяць Президента Республіки
"24 лютого в Естонській Республіці відзначається День незалежності. Це день, коли в Талліні було оголошено Маніфест про незалежність 90 років тому. 23 лютого це відбулося в Пярну, саме тому цього разу національне святкування Дня Незалежності відбувається у два дні та у двох містах ". [3]
- Березень 2008 - місяць канцлера юстиції та Державної аудиторської служби
"Березень присвячений канцлеру юстиції та Державній аудиторській службі. Ці конституційні установи відповідають за належне законодавство та фіскальний контроль у нашій країні. Держаудитслужба перевіряє економічну діяльність органів державної влади та компаній та експлуатацію державного майна; канцлер юстиції вважає, що законодавство загального застосування відповідає Конституції та іншим законам ". [4]
- Квітень 2008 - Місяць Рійгікогу
"23 квітня парламент Естонії Рійгікогу святкує свій день народження. Згідно з Конституцією, народ є найвищою владою в Естонії, але законодавча влада належить Рійгікогу, обраному народом ". [5]
- Травень 2008 - Місяць судів
"Травень є місяцем Суду. Для місяця, присвяченого естонським судам, доречно лише згадати Конституцію, яка говорить: правосуддя здійснюватимуться лише судами; суди повинні бути незалежними у своїй роботі та здійснювати правосуддя відповідно до Конституції та законів ". [6]
- Червень 2008 - місяць Банку Естонії
"Червень присвячений Банку Естонії. Банк Естонії здійснює управління валютним обігом і відповідає за стабільність валюти держави. Червень також присвячений центральному банку, оскільки в червні 1992 року відбувся один з найважливіших епізодів відновлення незалежності в Естонії - валютна реформа, в ході якої ми знову прийняли власну валюту ". [7]
- Липень 2008 - Місяць місцевого самоврядування
"Досвід вирішення місцевих питань - це те, що породжує великі речі. Тому липень присвячений органам місцевого самоврядування. У літній час настає час відкривати мальовничі місця вітчизни. При відвідуванні різних місцевих органів влади та ювілейні заходи, організовані ними, давайте згадаємо :. Місцеві органи влади приймати рішення і організовувати всі питання місцевого життя в відповідно до законів, і що найголовніше - зробити так, незалежно один від одного » [8]
- Серпень 2008 - місяць вигнання, опору та відновлення незалежності
"Серпень присвячений темам: заслання, спротив та відновлення незалежності. Без цієї епохи, яка спричинила страждання багатьох людей, наша країна сьогодні точно була б набагато іншою. Давайте згадаємо своїх співвітчизників, і в той же час радітимемо за відновлення незалежності ". [9]
- Вересень 2008 - Шкільний місяць
"Історія естонської школи стала вирішальним фактором у самосвідомості нашого народу та розвитку нашої держави. Зі школи ми отримуємо історії, які потрібно пам’ятати, знаходимо друзів, яких можна оцінити, та освіту, яка підтримує наш шлях у житті та погляд на світ. Вересень - це місяць школи - присвячений шукачам та постачальникам освіти у всіх школах ". [10]
- Жовтень 2008 - Місяць національностей в Естонії
"В Естонії існує 121 етнічна національність, і жовтень - місяць естонських національностей - їм присвячений. Наша перша Конституція надала національним меншинам шанс встановити культурну автономію, що зробило нас новаторами в Європі. Гасло «Країна, побудована разом» також було натхнене спільною діяльністю тут, у Землі Марії ». [11]
- Листопад 2008 - місяць уряду республіки
"У листопаді була створена більшість органів державної влади Естонії, які були необхідні для нормального функціонування держави в майбутньому та для підтримки роботи уряду. Ось чому доцільно зазирнути у майбутнє у місяці, присвяченому Уряду Республіки ". [12]